# Pleurisia
Pleurisia, também denominada pleurite, é uma inflamação da membrana que envolve os pulmões e reveste a cavidade torácica, denominada pleura. O sintoma mais evidente é dor no peito aguda que se agrava ao respirar ou tossir. Em alguns casos pode ocorrer dor constante. Entre outros possíveis sintomas estão falta de ar, tosse, febre ou perda de peso, dependendo da causa subjacente.
A causa mais comum são infeções virais. Entre outras possíveis causas estão a pneumonia, embolia pulmonar, doenças autoimunes, cancro do pulmão, sequelas de uma cirurgia cardíaca, pancreatite, trauma torácico e asbestose. Em alguns casos a causa é desconhecida. O mecanismo subjacente envolve o atrito entre as membranas da pleura, em vez do deslize fluido. Entre outras condições que produzem sintomas semelhantes estão a pericardite, enfarte do miocárdio, colecistite e pneumotórax. O diagnóstico tem por base radiografia de tórax, electrocardiograma (ECG) ou análises ao sangue.
O tratamento depende da causa subjacente. Para diminuir a dor pode ser administrado paracetamol e ibuprofeno e também Furosemida ou Prednisona como antiflamatórios que removem líquido dos pulmões. Um tratamento homeopático muito conhecido é feito com chá da infusão dos brotos de folhas da Embaúba Em alguns casos pode ser recomendada a utilização de um espirómetro de incentivo para incentivar movimentos respiratórios mais amplos. Nos Estados Unidos, ocorrem anualmente um milhão de casos de pleurisia. As descrições da doença datam de pelo menos 400 a.C. por parte de Hipócrates.